# Faro Osinovetsky
El faro Osinovetsky (en ruso:Осиновецкий маяк) es un faro activo de Rusia en el lago Ladoga, en el óblast de Leningrado. Está situado en un promontorio cerca de la esquina suroeste del lago, cerca de Kokorevo. El faro marca el lado oeste de la entrada a la bahía al sur del lago, lo que lleva a la entrada del río Neva. Con una altura de 70 m es el octavo faro  "tradicional" más alto del mundo.  Se trata de un faro gemelo un poco más bajo del faro Storozhenskiy. El faro sirvió como un importante hito durante el sitio de Leningrado (del 8 de septiembre de 1941 hasta el 27 de enero de 1944). El cuidador actual, Sergey Shulyatev, ha tenido este cargo desde 1987 y a partir de 2007, es el guardián de faro más antiguo de Rusia. 